# Campeonato de Francia de Rugby 15 1938-39
El Campeonato de Francia de Rugby 15 1938-39 fue la 43.ª edición del Campeonato francés de rugby, la principal competencia del rugby galo.
El campeón del torneo fue el equipo de Biarritz quienes obtuvieron su segundo campeonato.

## Desarrollo

### Octavos de final
| marzo de 1939 | Biarritz | 7 - 0 | US Thuir |  |  |

| marzo de 1939 | Montferrand | 14 - 11 | AS Soustons |  |  |

| marzo de 1939 | Toulon | 6 - 3 | SC Tulle |  |  |

| marzo de 1939 | Bayonne | 9 - 0 | Lyon OU |  |  |

| marzo de 1939 | Perpignan | 13 - 11 | Tyrosse |  |  |

| marzo de 1939 | Racing Club | 14 - 13 | Périgueux |  |  |

| marzo de 1939 | Agen | 3 - 0 | Saint-Girons SC |  |  |

| marzo de 1939 | Boucau Stade | 4 - 3 | Grenoble |  |  |

### Cuartos de final
| abril de 1939 | Biarritz | 5 - 3 | Montferrand |  |  |

| abril de 1939 | Toulon | 13 - 0 | Bayonne |  |  |

| abril de 1939 | Perpignan | 3 - 0 | Racing Club |  |  |

| abril de 1939 | Agen | 9 - 5 | Boucau Stade |  |  |

### Semifinal
| abril de 1939 | Biarritz | 7 - 0 | Toulon |  |  |

| abril de 1939 | Perpignan | 14 - 6 | Agen |  |  |

### Final
| 30 de abril de 1939 | Perpignan | 0 - 6   | Biarritz | Stade des Ponts Jumeaux, Toulouse |  |
|                     |           | Reporte |          |                                   |  |

| Bandera de Francia |
| Campeón Biarritz   |
| Segundo título     |